# Empis penniventris
Empis penniventris är en tvåvingeart som beskrevs av Mario Bezzi 1909. Empis penniventris ingår i släktet Empis och familjen dansflugor. Inga underarter finns listade i Catalogue of Life.